# Port lotniczy Katiola
Port lotniczy Katiola (IATA: KTC) – port lotniczy położony w Katiola, w departamencie Katiola, w Wybrzeżu Kości Słoniowej.